# YF-75
YF-75 (chinesisch 液体火箭发动机75号, Pinyin Yètǐ Huǒjiàn Fādòngjī Qīshíwú Hào – „Flüssigkeitsraketentriebwerk 75“) ist eine Familie von mit der kryogenen Treibstoffkombination Flüssigsauerstoff/flüssiger Wasserstoff arbeitenden Raketentriebwerken der chinesischen Akademie für Flüssigkeitsraketentriebwerkstechnik, der Führungsgesellschaft der China Aerospace Science and Technology Corporation für das Geschäftsfeld Flüssigkeitsraketentriebwerke.

## Geschichte

### YF-73
Die mit hypergolen, bei Raumtemperatur lagerbaren Treibstoffmischungen arbeitenden Triebwerke für ballistische Raketen und die ersten Trägerraketen Chinas wurden hauptsächlich auf der Basis 067 in Shaanxi entwickelt. Parallel dazu arbeitete man jedoch auf der Versuchsbasis Huairou bei Peking auf Anregung von Qian Xuesen, damals stellvertretender Leiter des 5. Forschungsinstituts, seit Januar 1961 an Triebwerken, die die kryogene Treibstoffkombination flüssiger Wasserstoff/flüssiger Sauerstoff verwendeten. Diese ermöglicht einen höheren spezifischen Impuls als die hypergole 1,1-Dimethylhydrazin/Distickstofftetroxid und ist weitaus ungiftiger. In Zusammenarbeit mit dem Institut für Mechanik der Chinesischen Akademie der Wissenschaften wurde im März 1965 eine Brennkammer entworfen und gebaut, die zwar mit gasförmigem Wasserstoff, aber schon Flüssigsauerstoff als Oxidator einen Schub von 2 kN erzeugte und mehrmals erfolgreich gezündet werden konnte. 1970 wurde trotz Kulturrevolution und Spannungen mit der Sowjetunion eine Brennkammer für flüssigen Wasserstoff und Sauerstoff konstruiert, die einen Schub von 8 kN erzeugte. Dies gilt heute als Durchbruch bei der Entwicklung der chinesischen LOX/LH2-Triebwerke.

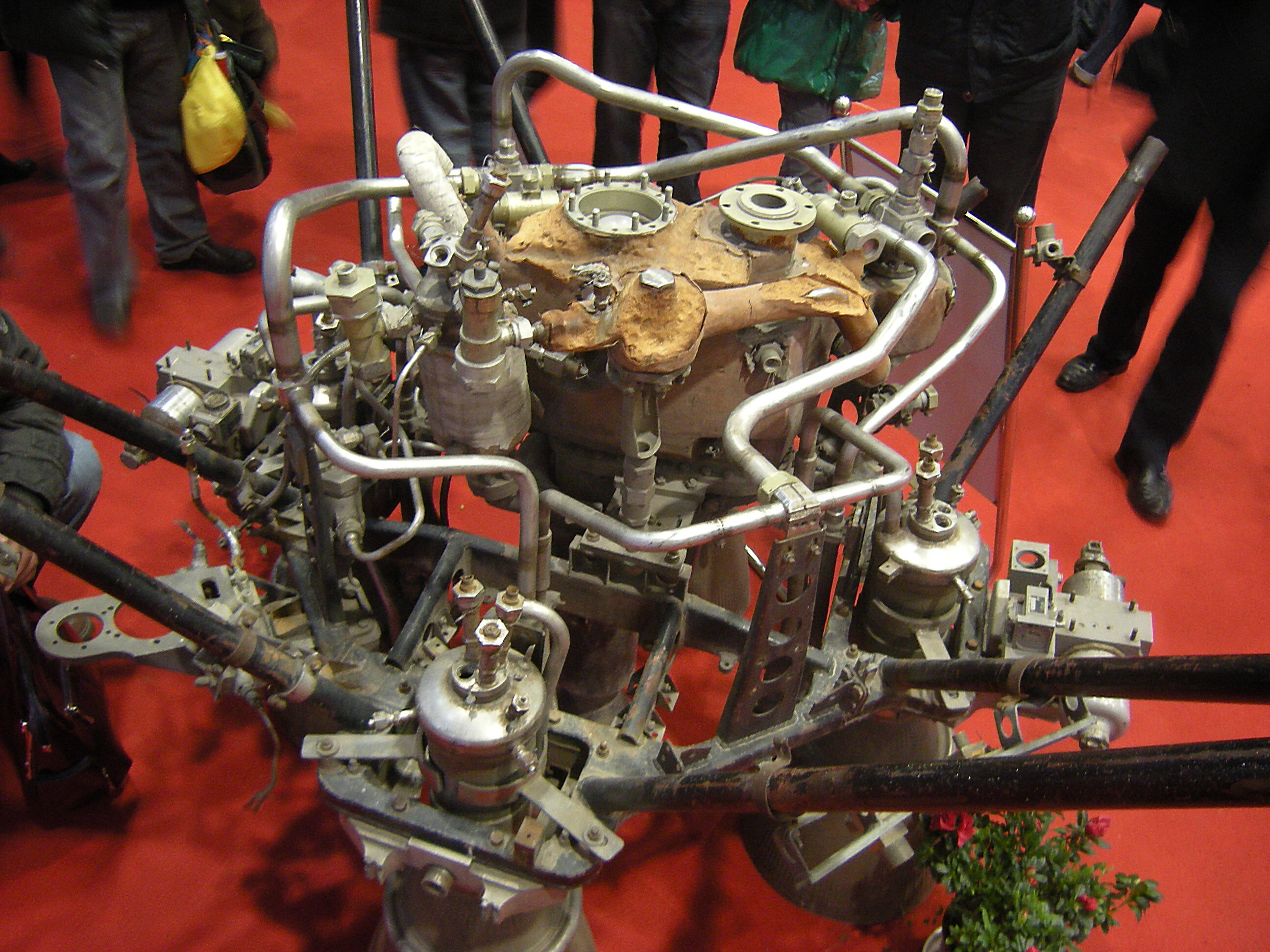
4× YF-73-Modul

Im Oktober 1970, als Ren Xinmin gerade mit der Entwicklung der noch mit Hydrazin/Distickstofftetroxid arbeitenden Trägerrakete Changzheng 2 begonnen hatte, erteilte er dem Pekinger Forschungsinstitut für Raumfahrtantriebe den Auftrag, einen Prototyp eines kryogenen Triebwerks mit einer Schubkraft von etwa 40 kN zu entwickeln. Gut vier Jahre später war besagter Prototyp, der nach dem Nebenstromverfahren arbeitete, fertig; am 25. Januar 1975 lief er erstmals für 20 Sekunden auf dem Prüfstand. Am 31. März 1975 genehmigte Mao Zedong den Plan, einen geostationären Kommunikationssatelliten, später Dong Fang Hong 2 genannt, in eine 36.000 km hohe Umlaufbahn zu befördern; ein Projekt, das nach dem Datum allgemein als „Projekt 331“ bekannt ist. Hierfür benötigte man eine dreistufige Rakete, die Changzheng 3. Die ersten beiden Stufen der neuen Rakete wurden einschließlich der Triebwerke der YF-20-Serie von der Changzheng 2 übernommen. Für die dritte Stufe wurde dagegen nun in Peking das YF-73 entwickelt. Dieses Triebwerk wog 236 kg und erzeugte mit einem Sauerstoff-Wasserstoff-Verhältnis von 5,0 zu 1 einen Schub von 11 kN bei einem spezifischen Impuls von 4119 m·s−1, also 45 % mehr als das YF-22. Auch hier wurden wieder vier Triebwerke zu einem Antriebsmodul zusammengefasst.
Wiederzündbar und einzeln um jeweils eine Achse schwenkbar erzeugten sie zusammen einen Vakuumschub von 44,15 kN.
Das YF-73 hatte seinen ersten Einsatz am 29. Januar 1984 bei dem – fehlgeschlagenen – Versuch, den Kommunikationssatelliten Dong Fang Hong 2-1 in eine geostationäre Umlaufbahn zu bringen. Insgesamt wurde das Triebwerk bei 13 Flügen eingesetzt. Drei davon scheiterten (1984, 1991, 1996), was jeweils auf ein Versagen des YF-73 zurückzuführen war, in zwei Fällen (1984 und 1991) einige Sekunden nach dessen zweiter Zündung. Nach einem letzten Flug am 25. Juni 2000 wurde das Triebwerk wegen seiner mangelnden Zuverlässigkeit und dem Wunsch nach einem noch stärkeren Antrieb außer Dienst gestellt.

### YF-75
Bereits 1982, als die Probleme mit dem YF-73 noch nicht bekannt waren, hatten Ingenieure des Pekinger Forschungsinstituts für Raumfahrtantriebe mit der Entwicklung eines Nachfolgemodells für höhere Nutzlasten begonnen. Das Triebwerk mit der Bezeichnung „YF-75“ war für den Einsatz in der dritten Stufe der verbesserten Trägerrakete Changzheng 3A gedacht. Angesichts der immer anspruchsvolleren Kommunikationssatelliten sollte damit die Transportkapazität für geostationäre Orbits von 1,5 t auf 2,6 t erhöht werden. Nachdem die chinesische Regierung im Oktober 1985 die Erlaubnis erteilt hatte, kommerzielle Satellitenstarts mit Trägerraketen vom Typ Changzheng 2 und Changzheng 3 auf dem internationalen Markt anzubieten, wurden die Entwicklungsarbeiten intensiviert.

Nebenstromverfahren

Auch das YF-75 arbeitet nach dem Nebenstromverfahren; seine Treibstoffpumpen werden also mit heißem Abgas angetrieben, das in einer separaten kleinen Brennkammer, dem Vorbrenner, erzeugt wird. Anders als alle bisherigen Triebwerke desselben Herstellers verwendet das YF-75 aber zwei Turbinen für den Antrieb der Wasserstoff- und der Sauerstoffpumpe, sodass beide mit verschiedener, jeweils optimaler Geschwindigkeit arbeiten können.
Die schnellere der beiden, die Wasserstoffpumpe, rotiert mit 42.000/min.

Für den Einbau in die Rakete sind zwei der jeweils 78,45 kN Vakuumschub erzeugenden Triebwerke in einem Modul zusammengefasst, wo sie der Raketenstufe einen Schub von 156,9 kN verleihen. Der spezifische Impuls dieses Antriebs beträgt 4295 m·s−1. Die Pumpen sind fest an die Brennkammern montiert, die zur Schubvektorsteuerung jeweils um zwei Achsen geschwenkt werden können.
Dieses Konzept erwies sich als extrem erfolgreich. Vom 8. Februar 1994 bis zum 9. März 2020 wurden mit Raketen vom Typ Changzheng 3A, 3B und 3C, in deren dritter Stufe das Triebwerk verbaut ist, insgesamt 110 Flüge durchgeführt. Nur bei einem davon, dem Start des indonesischen Kommunikationssatelliten Palapa-D am 31. August 2009, gab es bei einem der YF-75 Triebwerke nach der zweiten Zündung eine Fehlfunktion. Der Satellit wurde dadurch in einer zu niedrigen Umlaufbahn ausgesetzt.
Erst am 9. April 2020 ereignete sich beim Start einer Changzheng 3B, die wieder einen indonesischen Kommunikationssatelliten in den Orbit befördern sollte, eine erneute Fehlfunktion der 3. Stufe.
Der nächste Start einer Changzheng 3B war für den Vormittag des 16. Juni 2020 angesetzt. Während des Countdowns, kurz nach 8 Uhr abends am Vortag, bemerkten die Ingenieure anormale Druckwerte am Druckminderungsventil in der Sauerstoffleitung eines der beiden Triebwerke im Antriebsmodul der dritten Stufe. Zunächst beschloss man, das Ventil gegen ein vor Ort vorrätiges Ersatzventil auszutauschen. Beim Ausbau des Ventils bemerkten die Techniker jedoch einen etwa drei bis vier Zentimeter langen, hühnerfußförmigen Haarriss im Gehäuse des Ventils.
Die rasch verständigte Akademie für Trägerraketentechnologie in Peking führte an einem zufällig ausgewählten Ventil desselben Produktionsloses eine gründliche Prüfung durch und entdeckte erneut einen Haarriss. Daraufhin schlug Wu Yansheng, der Vorstandsvorsitzende der China Aerospace Science and Technology Corporation, eine Verschiebung des Starts vor, eine Entscheidung, die der für die Mission zuständige Kommandant der Volksbefreiungsarmee vorbehaltlos unterstützte. Ein aus Peking herangeschafftes, einwandfreies Ersatzventil wurde zwei Tage später eingebaut, und am 23. Juni 2020 transportierte die Rakete für die Strategische Kampfunterstützungstruppe der Volksrepublik China den letzten ihrer Beidou-Navigationssatelliten in einen geostationären Orbit.

### YF-75D

Expanderverfahren

Seit Mai 2001 hatte man bei der China Aerospace Science and Technology Corporation intensiv an einer modularen schweren Trägerrakete gearbeitet. Im August 2006 wurde dieses Konzept vom Staatsrat der Volksrepublik China genehmigt; später wurde es als „Changzheng 5“ bekannt. Für die zweite Stufe der größeren Varianten dieser Raketenfamilie war ein Wasserstoff/Sauerstoff-Antrieb mit zwei „YF-75D“-Triebwerken vorgesehen, einer Weiterentwicklung des YF-75. Dabei wurde das System der beiden getrennten Turbopumpen für Wasserstoff und Sauerstoff übernommen, die jedoch nicht mehr mit Heißgas aus einem Vorbrenner betrieben werden, sondern nach dem Expanderverfahren arbeiten: Der Wasserstoff wird durch die Wand der Brennkammer gepumpt, wobei er verdampft und zugleich die Kammer kühlt. Von dort wird der durch die Turbinen der Treibstoffpumpen geleitet und treibt diese an, bevor er in die Brennkammer gelangt. Um die gewünschte Erhitzung des Wasserstoffs zu gewährleisten, musste die Brennkammer im Vergleich zum YF-75 deutlich verlängert werden – sie ist beim YF-75D etwa doppelt so lang. Andererseits ersparte man sich hierbei den Vorbrenner, was die Entwicklungszeit verkürzte und das Triebwerk zuverlässiger macht – der bis 2022 einzige Fehlstart der Changzheng 5 am 2. Juli 2017 war auf das ursprünglich falsch konstruierte Triebwerk YF-77 der 1. Stufe zurückzuführen.
Während das YF-75 Turbinen mit radialer Anströmungsrichtung verwendet (das Wassermühlen-Prinzip), wurde für das YF-75D nach Tests mit beiden Turbinentypen die axiale Bauart gewählt. Die Wasserstoffpumpe rotiert hierbei mit 65.000/min. Das Mischungsverhältnis von Sauerstoff zu Wasserstoff beträgt ungefähr 6,0 zu 1 und kann über ein Ventil in der Sauerstoffleitung angepasst werden. Im Gegensatz zum YF-75 kann das YF-75D mehr als zweimal gezündet werden. Jeweils zwei dieser Triebwerke sind zu einem Modul zusammengefasst und dort einzeln kardanisch aufgehängt. Ein einzelnes Triebwerk dieser Bauart ist 265 kg schwer. Es erzeugt einen spezifischen Impuls von 4340 m·s−1 und einen Vakuumschub von 88,36 kN, was der zweiten Stufe der Changzheng 5 einen Gesamtschub von 176,72 kN verleiht.
Eine Variante dieses Triebwerks mit in einem großen Bereich regelbarer Schubkraft soll auch bei einer geplanten wiederverwendbaren Mondlandefähre zum Einsatz kommen.

### YF-75E
Für die 3. Stufe der Changzheng 10 wurde, basierend auf dem YF-75D, das ebenfalls wiederzündbare YF-75E entwickelt, das mit 1,6 m einen deutlich größeren Düsendurchmesser hat als das YF-75D mit 1,08 m. Damit ergibt sich ein mit 175 mehr als doppelt so großes Düsenflächenverhältnis (Düsenendquerschnitt/Düsenhalsquerschnitt) als beim YF-75D (80), was das Triebwerk schwerer macht, aber bei einem gleichen Brennkammerdruck von 4,1 MPa mehr Schub erzeugt. Das YF-75E erzeugt einen spezifischen Impuls von 4427 m·s−1 und einen Vakuumschub von 92,11 kN, es ist in beide Richtungen schwenkbar.
Da in der 3. Stufe der Rakete drei dieser Triebwerke eingesetzt sind, verfügt sie über einen Gesamtschub von 276,32 kN.
Am 30. September 2022 wurde das Triebwerk auf dem Prüfstand der Firma für kryogene Antriebe in Peking erfolgreich getestet. Dabei wurde das Triebwerk innerhalb eines Tages dreimal gezündet und jeweils für längere Zeit laufen gelassen.
Bis Ende Oktober 2022 hatte das YF-75E insgesamt 10.000 Sekunden, also fast drei Stunden auf dem Prüfstand absolviert.

## Technische Daten
|                        | YF-73      | YF-75                          | YF-75D     | YF-75E     |
| ---------------------- | ---------- | ------------------------------ | ---------- | ---------- |
| Vakuumschub            | 11,00 kN   | 78,45 kN                       | 88,36 kN   | 92,11 kN   |
| Spezifischer Impuls    | 4119 m·s−1 | 4295 m·s−1                     | 4340 m·s−1 | 4427 m·s−1 |
| Brennkammerdruck       | 2,59 MPa   | 3,76 MPa                       | 4,10 MPa   | 4,10 MPa   |
| Mischungsverhältnis    | 5,0        | 5,1                            | 6,0        | 6,0        |
| Düsenflächenverhältnis | 40         | 80                             | 80         | 175        |
| Rakete                 | CZ-3       | CZ-3A, CZ-3B, CZ-3C CZ-7, CZ-8 | CZ-5       | CZ-10      |